# Marprelate-Kontroverse
Marprelate-Kontroverse bezeichnet die Auseinandersetzung zwischen einem oder mehreren puritanischen Schriftstellern und der Church of England in den Jahren 1588/89.
Auslöser der Marprelate-Kontroverse waren zwischen Oktober 1588 und September 1589 erschienene, puritanische satirische Schmähschriften, die unter dem Pseudonym Martin Marprelate heimlich gedruckt worden waren und die Kirche von England und ihre Bischöfe wie John Whitgift, den Erzbischof von Canterbury, scharf angriffen. Der Name Martin Marprelate (auch Mar-prelate geschrieben) lässt sich ins Deutsche übersetzen als „Martin Hau-den-Pfaffen“ oder „Martin Misch-den-Pfaffen-auf“.
In dieser Zeit wurden folgende Schmähschriften veröffentlicht:
- Oktober 1588: Oh Read Over Dr. John Bridges – The Epistle (John Bridges war Dekan von Salisbury)
- November 1588: Oh Read Over Dr. John Bridges – The Epitome; Certain Mineral and Metaphysical Schoolpoints
- März 1589: Hay Any Work for Cooper (Thomas Cooper war Bischof von Winchester. Hay, any work for cooper war der Melderuf der Londoner Kesselflicker)
- Juli 1589: Theses Martinianae und Martin Junior’s Epilogue; The Just Censure and Reproff of Martin Junior
- September 1589: The Protestation of Martin Marprelate

Es wird als nicht zufällig angesehen, dass die erste Schmähschrift einen Monat nach dem Tod des Earl of Leicester erschien. Leicester stand den Puritanern nahe. Sein Protégé, der Theologe Thomas Cartwright, war der große Gegenspieler von John Whitgift und Sprachrohr der puritanischen Richtung innerhalb der Anglikanischen Kirche. Mit dem Wegfall von Leicesters Protektion verlor auch Thomas Cartwright an Bedeutung und in das von ihm hinterlassene Vakuum stieß Martin Marprelate, der sich zum neuen Gegenspieler von John Whitgift aufschwang, nicht mehr im gelehrten und feierlichen Ton der Theologie, sondern auf skurril spöttische Art. Erzbischof Whitgift war für Martin Marprelate nicht mehr My Lord oder My Grace, sondern wurde oft unter verschiedenen Spottnamen angeredet, etwa Papst von Lambeth. Lambeth Palace war die Londoner Residenz des Erzbischofs von Canterbury. Martin scheute auch nicht davor zurück, Christi Worte am Kreuz Eli, Eli, lama asabathani (‚Mein Gott, mein Gott, warum hast du mich verlassen?‘, Matthäus, 27,46; eigentlich Aramäisch שְׁבַקְתָּנִי ’eli, ’eli, lema schewaktani oder ܐܹܝܠ ܐܹܝܠ ܠܡܵܢܵܐ ܫܒܲܩܬܵܢܝ ’il, ’il, lmana schwaktan, in der Lutherbibel durch das fehlerhafte Eli / Eli / lama Asabthani, im Hebräischen eigentlich אֵלִ֣י אֵ֭לִי לָמָ֣ה עֲזַבְתָּ֑נִי ’eli, ’eli, lama ‘asawtani, ersetzt) zum Kalauer zu nutzen: „(Bischof von) Eli, Eli, warum hast du mich verlassen?“ In Hay, Any Work for Cooper verteidigte er seine Vorgehensweise: „Der HERR hat sowohl den Spaß wie den Ernst geschaffen. Und dann soll es nicht rechtens sein, um der Wahrheit willen mal diesen und mal jenen Weg zu wählen, zumal wenn die Umstände es so richten, dass es rechtens wird?“
Für die Bischöfe stellten solche Angriffe eines einzelgängerischer „Spaßerzengels“ einen Angriff auf ihre Würde dar und zog sie in eine Auseinandersetzung, bei der sie ihr Gesicht zu verlieren drohten, wenn sie sich auf Martin Marprelates Regeln einließen. Nicht einmal der von Martin favorisierte Whitgiftgegner Thomas Cartwright fand Gefallen an dieser kabarettistischen Variante des theologischen Disputs. In einem Brief an den Lord Schatzkanzler Burghley verurteilte er Martins „unordentlichen Diskurs“ und drückte sein Bedauern „über dieses saloppe Vorgehen“ aus.
Die englische Kirche beauftragte heimlich zeitgenössische Schriftsteller, um gegen diese Druckschriften mit ähnlich satirischen Mitteln anzuschreiben. Als Initiator des Plans zur „amtlichen“ Gegenoffensive gilt Whitgifts Kaplan, der spätere Bischof von London und ab Februar 1604 Nachfolger von Whitgift, Richard Bancroft. Es wurden Schriftsteller angeheuert, die nun ihrerseits Martin mit der gleichen Münze heimzahlten, teils in Pamphleten (die erhalten sind), teils in Bühnenstücken (die nicht erhalten sind, aber auf die Martin anspielt). Mit Sicherheit dürften sich John Lyly, Thomas Nashe und Anthony Munday beteiligt haben, vielleicht auch Robert Greene. Nur Anthony Munday wird von Martin Marprelate erwähnt.
Die Pamphlete der Anti-Martinisten wurden von Ronald B. McKerrow in fünf Gruppen eingeteilt:
- I.	Die Pasquil-Pamphlete

Der Ansicht, dass die Pasquil-Pamphlete: „Countercuff for Martin Junior“ („Gegenklatsche für Martin Junior“), „Return of Pasquill“ und „First Part of Pasquil’s Apology“ von Thomas Nashe stammen, ist widersprochen worden. Der Autor sei nicht im Kreise Greenes oder Nashes zu suchen, eher käme noch Richard Bancroft selbst in Frage.
- II.	Papp with a Hatchet („Brei mit dem Beil“)

„Papp with a Hatchet“ (1589) ist von John Lyly verfasst worden. Lyly identifiziert sich selbst durch seine darin enthaltene Attacke gegen Harvey, der keineswegs Martin Marprelate sein kann, wie es etwa Elizabeth Appleton vermutet.
- III.	Martin’s Month’s Mind („Martins Monatsgedächtnismesse“)

Als Verfasser von „Martin’s Month’s Mind“ wird u. a. Anthony Munday vermutet, der Martin Marprelate zufolge, beteiligt war und der als Verfasser von I., II., IV. und V. nicht in Frage zu kommen scheint. Gesichert ist diese Zuweisung nicht.
- IV.	An Almond for a Parrot („Eine Mandel für einen Papagei“)

„An Almond for a Parrot“ wird Thomas Nashe zugewiesen. Nashe nähert sich hier seinem Stil der kommenden Jahre und nährt ihn offensichtlich aus Martin Mar-prelate, weshalb er seinem späteren Gegner Gabriel Harvey davon freispricht, der Verfasser der Marprelate-Schriften zu sein, denn, so Nashe, soviel Witz besäße Gabriel Harvey nicht.
- V.	Mar-Martin und A Whip for an Ape („Ein Peitschenhieb für einen Affen“)

Beide Pamphlete werden insbesondere aus stilistischen Gründen John Lyly zugeschrieben.
Die exakte Identität von Martin Marprelate ist nie geklärt worden. Sehr lange hat man John Penry, einen Puritaner aus Wales, für den Verfasser gehalten. Penry war sicher irgendwie in den Martin-Marprelate-Schriften verwickelt, sicher auch der Drucker Robert Waldegrave, der sich nach Schottland absetzen konnte. John Penry floh ebenfalls nach Schottland, kehrte aber zurück, wurde zum Tode verurteilt und hingerichtet.
In jüngster Zeit hat sich der Konsens auf die Person Job Throckmortons hinbewegt, eines Junkers aus Warwickshire und Parlamentsabgeordneten. Auch er wurde von den Behörden verdächtigt. Ausreichende Beweise fanden die Behörden nie. Aber stilistische Untersuchungen haben den Verdacht gegen ihn erhärtet.
Der Martin Marprelate Skandal war in jener Zeit einer der augenfälligsten Rebellionen gegen die Kirche von England und gegen repressive Tendenzen im Elisabethanischen England. Merkwürdigerweise hat Martin Marprelate aber, entgegen seiner Absicht, einen bleibenderen Einfluss auf die literarische denn auf die religiöse Entwicklung ausgeübt. Er prägte einen Stil, den Leute wie Robert Greene und Thomas Nashe übernahmen. Und auch Shakespeares Falstaff soll nach Meinung einiger bei ihm in der Schuld stehen. Ein höchst interessanter Gedanke, der so abwegig nicht ist.